# Epidendrum imitans
Epidendrum imitans är en orkidéart som beskrevs av Rudolf Schlechter. Epidendrum imitans ingår i släktet Epidendrum och familjen orkidéer. Inga underarter finns listade i Catalogue of Life.